# Боремельская сельская община
Боремельская сельская община (укр. Боремельська сільська громада) — территориальная община в Дубенском районе Ровненской области Украины.
Административный центр — село Боремель.
Население составляет 3170 человек. Площадь — 104,3 км².
В соответствии с распоряжением Кабинета Министров Украины от 12 июня 2020 года, в состав общины вошла территория Боремельского, Золочовского и Маловского сельских советов упразднённого Демидовского района.

## Населённые пункты
В состав общины входит 14 сёл:
- Боремель
  - Набережное
  - Новый Ток
  - Смыков
  - Шибин
- Золочовский старостинский округ:
  - Берестечко
  - Бильче
  - Золочовка
  - Малево
  - Нивы-Золочовские
  - Пашевая